# هيئة تنظيم سوق الطاقة
هيئة تنظيم سوق الطاقة (بالتركية: EMRA؛ Türkiye Cumhuriyeti Enerji Piyasası Düzenleme Kurumu ) هي الجهة المنظمة لسوق الطاقة في تركيا.
تأسست هيئة تنظيم سوق الطاقة في تركيا في عام 2001 بموجب القانون رقم 4628 لتنظيم أسواق الكهرباء في تركيا. وبعد ذلك تم تكليفها بمهمة تنظيم أسواق الغاز الطبيعي والبترول والغاز البترولي المسال من خلال قوانين مختلفة. اعتبارًا من 1 يناير 2005، أصبح لديها السلطة لتنظيم ومراقبة جميع أنواع الأنشطة المتصلة في هذا المجال، باستثناء أسعار الوقود، والتي تم تحريرها لفترة زمنية معينة.

## روابط خارجية
- هيئة تنظيم سوق الطاقة في رابطة هيئات تنظيم الطاقة الإقليمية